# Cuisiat
Cuisiat is een plaats en voormalige gemeente in het Franse departement Ain in de regio Auvergne-Rhône-Alpes.

## Geschiedenis
Op 1 septemter 1972 fuseerde de gemeente met Treffort tot de gemeente Treffort-Cuisiat. Cuisiat kreeg de status van commune associée van de fusiegemeente. Op 1 januari 2016 fuseerde Treffort-Cuisiat met Pressiat tot de commune nouvelle Val-Revermont en kregen Cuisiat, Pressiat en Treffort de status van commune déléguée.
Cuisiat · Pressiat · Treffort